# 摩耶明美
摩耶 明美（まや あけみ、5月8日生）とは元宝塚歌劇団雪組主演娘役の人物である。兵庫県出身。宝塚歌劇団時代の公称身長は157cm。宝塚歌劇団時代の愛称はヤッちゃん。

## 略歴
1964年、宝塚音楽学校入学。
1966年、同校を卒業し、52期生として、宝塚歌劇団入団。初舞台公演の演目は[月組公演『日本の四季／ファンタジア』で初舞台を踏む。同期に瀬戸内美八、松あきら、川地民夫夫人の麻生薫（1988年死去）らがいる。入団時の成績は51人中20位。同年12月4日、雪組配属。
1974年3月30日をもって宝塚歌劇団退団。

## 宝塚歌劇団時代の主な出演
- 『回転木馬』（雪組）（1969年5月31日 - 7月3日、宝塚大劇場）
- 『ラブ・パレード』（雪組）（1969年10月2日 - 10月29日、宝塚大劇場）＊大原ますみが怪我で休演し、摩耶明美が代役で出演。最後の一週間だけ大原ますみが出演した。
- 『春ふたたび』『フォリー・タカラジェンヌ』（雪組）（1970年5月28日 - 7月1日、宝塚大劇場）
- 『パレアナの微笑み』（雪組）（1970年10月2日 - 10月27日、宝塚大劇場）
- 『シンガーズ・シンガー』（雪組）（1971年1月1日 - 1月28日、宝塚大劇場）
- 『ペーター一世の青春』『ジョイ!』（雪組）（1971年4月28日 - 5月27日、宝塚大劇場）
- 『ペーターの青春』『ノバ・ボサ・ノバ －盗まれたカルナバル－』（雪組）（1971年8月6日 - 8月31日、東京宝塚劇場）
- 『江戸ッ子三銃士』『サンライズ・アゲイン』（雪組）（1971年9月30日 - 10月28日、宝塚大劇場）
- 『かぐら』『ザ・フラワー －ガールズ500－』（雪組）（1972年3月25日 - 4月26日、宝塚大劇場）
- 『星のふる街 －アリの街のマリアより－ 』『ジューン・ブライド』（雪組）（1972年6月1日 - 6月29日、 宝塚大劇場）
- 『落葉のしらべ』『ノバ・ボサ・ノバ －盗まれたカルナバル－』（雪組）（1972年10月3日 - 10月31日、宝塚大劇場）
- 『シャイニング・ナウ!』（全組合同）（1972年12月2日 - 12月12日、宝塚大劇場）
- 『れんげ草』『愛のラプソディ』（雪組）（1973年2月1日 - 2月27日、宝塚大劇場）
- 『花吹雪』『愛のラプソディ』（雪組）（1973年4月3日 - 4月27日、東京宝塚劇場）
- 『竹』『カンテ・グランデ』（雪組）（1973年6月30日 - 7月26日、宝塚大劇場）
- 『たけくらべ －樋口一葉作より－』『ラブ・ラバー －さよなら恋のベニス－』（雪組）（1973年11月1日 - 12月2日、宝塚大劇場）
- 『花聟くらべ』『ロマン・ロマンチック』（雪組）（1974年2月28日 - 3月21日、宝塚大劇場）